# روبين نافارو
روبين نافارو (بالإسبانية: Rubén Navarro) (6 يونيو 1978 في إسبانيا - ) هو لاعب كرة قدم إسباني في مركز الهجوم. شارك مع منتخب كاتالونيا لكرة القدم. أما مع النوادي، فقد لعب مع خيمناستيك طركونة وديبورتيفو ألافيس ونادي إيركوليس ونادي فالنسيا ونادي ليغانيس ونومانسيا.

## وصلات خارجية
- روبين نافارو على موقع إي إس بي إن إف سي (الإنجليزية)
- روبين نافارو على موقع قاعدة بيانات كرة القدم.إي يو (الإنجليزية)
- روبين نافارو على موقع Soccerway.com (الإنجليزية)
- روبين نافارو على موقع عالم كرة القدم.نت (الإنجليزية)